# La carta
La carta (títol original en anglès: The Letter) és una pel·lícula estatunidenca dirigida per William Wyler, estrenada el 1940 i doblada al català.

## Argument
Una nit a Malàisia, hi ha trets, un home surt d'una casa trontollant, seguit per una dona que li dispara diversos trets de revòlver. Leslie Crosbie ha abatut Geoffrey Hammond, un amic de la família que hauria intentat abusar d'ella. El seu marit, Robert Crosbie, que torna d'una inspecció en la seva plantació de cautxú, truca la policia i el seu advocat mentre intenta calmar la seva dona. Tothom està disposat a creure la seva història, excepte l'advocat Howard Joyce encarregat de la defensa. Leslie es troba a la presó en espera de judici quan rep una carta de la vídua d'Euràsia Hammond. Reclama la suma de 10.000 dòlars per una carta manuscrita en què Leslie Hammond demanava que l'anés a veure la nit de l'assassinat. Leslie confessa llavors al seu advocat l'assassinat de qui era el seu amant. Joyce recupera la carta i un cop eliminades les proves, Leslie és absolta. També confessarà la veritat al seu marit que la perdonarà. Però la Sra. Leslie Hammond espera Leslie una tarda i la mata amb un ganivet.

## Repartiment
- Bette Davis: Leslie Crosbie
- Herbert Marshall: Robert Crosbie
- James Stephenson: Howard Joyce
- Gale Sondergaard: Sra. Hammond
- David Newell: Geoffrey Hammond
- Frieda Inescort: Sra. Joyce
- Bruce Lester: John Withers
- Cecil Kellaway: Prescott
- Victor Sen Yung: Ong Chi Seng
- Willie Fung: Chung Hi
- Doris Lloyd: Sra. Cooper

## Nominacions
L'any 1941, la pel·lícula va estar nominada a diversos premis Oscar:
- Oscar a la millor pel·lícula
- Oscar al millor director per William Wyler
- Oscar a la millor actriu per Bette Davis
- Oscar al millor actor secundari per James Stephenson
- Oscar a la millor banda sonora per Max Steiner
- Oscar a la millor fotografia per Tony Gaudio
- Oscar al millor muntatge per Warren Low

## Crítica
"William Wyler, evidentment, ha tret d'aquesta història el màxim benefici per a Bette Davis. La seva interpretació funciona de meravella en el paper de burgesa amb ulleres, amagant darrere de la carona intel·ligent i tenaç un món pervers de passions incontrolables."

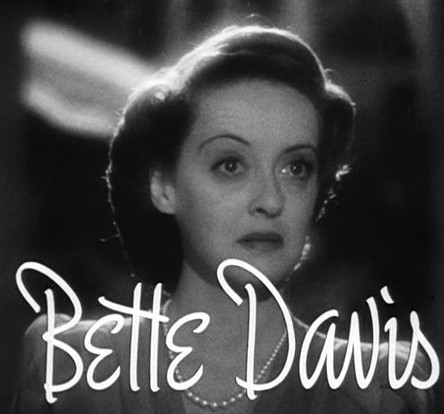
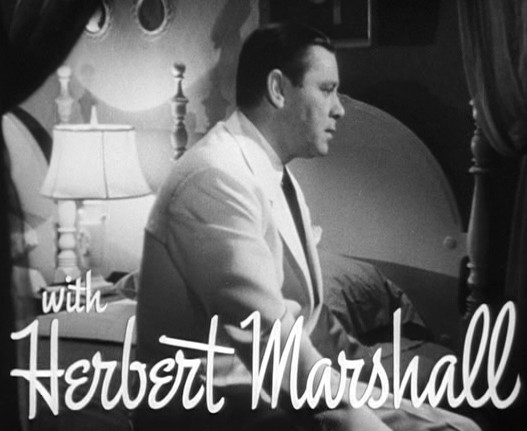
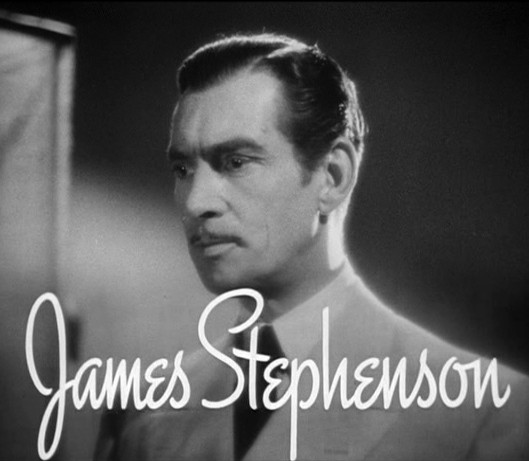
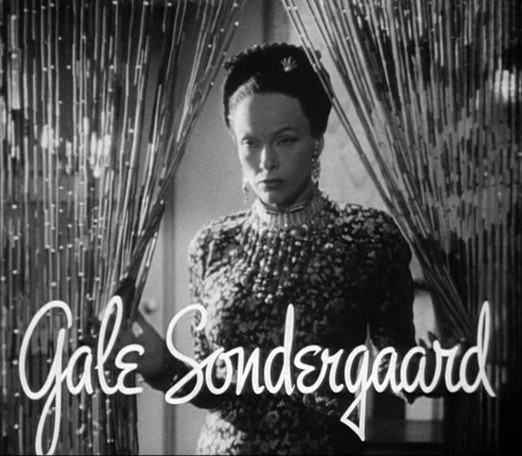